# Stay on My Side
Stay on My Side är Starlets debutalbum, utgivet 2000 i USA på LP av Parasol Records, i Sverige på CD av Labrador och i Japan på CD av Philter Records. Den japanska utgåvan innehöll bonuslåten "Long Lost Love", vilken tillsammans med låten "Dairy and Herself" tidigare getts ut som singel (1998).

## Låtlista

### Den amerikanska utgåvan

#### A-sidan
1. "I'm Home"
2. "Homewater"
3. "At Least in My Heart"
4. "In the Disco"
5. "Internal Affairs"

#### B-sidan
1. "Scent of You"
2. "Diary and Herself"
3. "Silver Sportscar"
4. "Moving On"
5. "Friends"

### Den svenska utgåvan
1. "I'm Home"
2. "Homewater"
3. "At Least in My Heart"
4. "In the Disco"
5. "Internal Affairs"
6. "Scent of You"
7. "Diary and Herself"
8. "Silver Sportscar"
9. "Moving On"
10. "Friends"

### Den japanska utgåvan
1. "I'm Home"
2. "Homewater"
3. "At Least in My Heart"
4. "In the Disco"
5. "Internal Affairs"
6. "Scent of You"
7. "Diary and Herself"
8. "Silver Sportscar"
9. "Moving On"
10. "Friends"
11. "Long Lost Love"

### Fotnoter
1. ↑  ”Stay on My Side”. Discogs.com. http://www.discogs.com/Starlet-Stay-On-My-Side/master/345796. Läst 1 mars 2012.
2. ↑  ”Diary and Herself”. Discogs. http://www.discogs.com/Starlet-DIARY-AND-HERSELF/release/2267472. Läst 1 mars 2012.